# Catascythris
Catascythris is een geslacht van vlinders van de familie Dikkopmotten (Scythrididae).

## Soorten
- C. keberella Amsel, 1935
- C. kebirella Amsel, 1935